# Fausto Salsano
Fausto Salsano (Cava de' Tirreni, 19 dicembre 1962) è un allenatore di calcio ed ex calciatore italiano, di ruolo centrocampista.

## Carriera

### Giocatore
Inizia nelle giovanili della Cavese 1919 squadra della sua città natale, ma cresciuto nella Pistoiese, viene acquistato dalla Sampdoria nel 1979 e aggregato alla formazione Primavera. Dopo due esperienze in prestito all'Empoli e al Parma, torna all'ombra della Lanterna dove diviene una pedina inamovibile del centrocampo blucerchiato di fine anni 1980, vincendo in cinque stagioni tre Coppe Italia e una Coppa delle Coppe.
Nel 1990 passa alla Roma dove rimane per tre stagioni, centrando la sua quarta Coppa Italia. Nel 1993 torna alla Sampdoria con cui conquista la sua quinta Coppa Italia. Nel 1998 lascia Genova ma non la Liguria, scendendo di categoria con lo Spezia dove disputa le sue due ultime stagioni da professionista.
Nel 2000 firma per la Sestrese, ma la sua esperienza dura poco. L'11 novembre dello stesso anno va all'Imperia, con il doppio ruolo di giocatore-allenatore: anche qui l'avventura è di breve durata, chiudendo la carriera da calciatore il 31 dicembre 2000 senza mai scendere in campo.

### Allenatore
Dopo la fugace esperienza da giocatore-allenatore all'Imperia, conclusasi in panchina il 17 dicembre 2000, i successivi incarichi che seguono lo vedono collaborare con due suoi ex compagni di squadra: dapprima Pietro Vierchowod di cui è il vice al Catania, dal 18 dicembre 2001 al 22 aprile 2002, e alla Florentia Viola, dal 10 agosto al 28 ottobre 2002, e poi e Roberto Mancini, di cui è collaboratore tecnico per tutta la durata della sua prima esperienza sulla panchina dell'Inter, dal 7 luglio 2004 al 29 maggio 2008. 
Segue Mancini anche agli inglesi del Manchester City (2009-2013), ai turchi del Galatasaray (2013-2014), di nuovo all'Inter (2014-2016) e allo Zenit San Pietroburgo (2017-2018).
Il 23 maggio 2018, sempre al seguito di Mancini, entra nello staff della nazionale italiana. Nell'estate 2021 (dopo il rinvio per la pandemia di COVID-19) prende parte con lo staff di Mancini alla vittoriosa spedizione azzurra al campionato d'Europa 2020. Il 29 agosto 2023, con la riorganizzazione dello staff della Nazionale maggiore per l’arrivo del nuovo tecnico Luciano Spalletti, chiude la sua esperienza con gli azzurri. Il 1º settembre raggiunge Mancini alla nazionale Saudita. Il 25 ottobre 2024 lascia la nazionale.

## Statistiche
| Stagione         | Squadra          | Campionato       | Campionato | Campionato | Coppe nazionali | Coppe nazionali | Coppe nazionali | Coppe continentali | Coppe continentali | Coppe continentali | Altre coppe | Altre coppe | Altre coppe | Totale | Totale |
| Stagione         | Squadra          | Comp             | Pres       | Reti       | Comp            | Pres            | Reti            | Comp               | Pres               | Reti               | Comp        | Pres        | Reti        | Pres   | Reti   |
| ---------------- | ---------------- | ---------------- | ---------- | ---------- | --------------- | --------------- | --------------- | ------------------ | ------------------ | ------------------ | ----------- | ----------- | ----------- | ------ | ------ |
| 1984-1985        | Sampdoria        | A                | 28         | 6          | CI              | 13              | 1               | -                  | -                  | -                  | -           | -           | -           | 41     | 7      |
| 1985-1986        | Sampdoria        | A                | 26         | 1          | CI              | 13              | 2               | CdC                | 2                  | 0                  | -           | -           | -           | 41     | 3      |
| 1986-1987        | Sampdoria        | A                | 29+1       | 1+0        | CI              | 5               | 0               | -                  | -                  | -                  | -           | -           | -           | 35     | 1      |
| 1987-1988        | Sampdoria        | A                | 28         | 3          | CI              | 13              | 1               | -                  | -                  | -                  | -           | -           | -           | 41     | 4      |
| 1988-1989        | Sampdoria        | A                | 29         | 2          | CI              | 13              | 1               | CdC                | 6                  | 2                  | SI          | 1           | 0           | 49     | 5      |
| 1989-1990        | Sampdoria        | A                | 32         | 2          | CI              | 3               | 1               | CdC                | 7                  | 0                  | SI          | 0           | 0           | 42     | 3      |
| 1990-1991        | Roma             | A                | 29         | 4          | CI              | 9               | 0               | CU                 | 5                  | 0                  | -           | -           | -           | 43     | 4      |
| 1991-1992        | Roma             | A                | 20         | 1          | CI              | 6               | 0               | CdC                | 3                  | 0                  | SI          | 1           | 0           | 30     | 1      |
| 1992-1993        | Roma             | A                | 25         | 0          | CI              | 6               | 1               | CU                 | 6                  | 0                  | -           | -           | -           | 37     | 1      |
| Totale Roma      | Totale Roma      | Totale Roma      | 74         | 5          |                 | 21              | 1               |                    | 14                 | 0                  |             | 1           | 0           | 110    | 6      |
| 1993-1994        | Sampdoria        | A                | 20         | 0          | CI              | 7               | 1               | -                  | -                  | -                  | -           | -           | -           | 27     | 1      |
| 1994-1995        | Sampdoria        | A                | 20         | 0          | CI              | 3               | 0               | CdC                | 6                  | 0                  | SI          | 0           | 0           | 29     | 0      |
| 1995-1996        | Sampdoria        | A                | 27         | 1          | CI              | 2               | 0               | -                  | -                  | -                  | -           | -           | -           | 29     | 1      |
| 1996-1997        | Sampdoria        | A                | 24         | 0          | CI              | 1               | 0               | -                  | -                  | -                  | -           | -           | -           | 55     | 0      |
| 1997-1998        | Sampdoria        | A                | 14         | 0          | CI              | 3               | 0               | CU                 | 1                  | 0                  | -           | -           | -           | 18     | 0      |
| Totale Sampdoria | Totale Sampdoria | Totale Sampdoria | 277+1      | 16         |                 | 76              | 7               |                    | 22                 | 2                  |             | 1           | 0           | 377    | 25     |

## Palmarès

### Competizioni nazionali
- Coppa Italia: 5

Sampdoria: 1984-1985, 1987-1988, 1988-1989, 1993-1994
Roma: 1990-1991

### Competizioni internazionali
- Coppa delle Coppe: 1

Sampdoria: 1989-1990